# Lijst van spelers van New Zealand Knights FC
Deze lijst omvat voetballers die bij de Nieuw-Zeelandse voetbalclub New Zealand Knights FC gespeeld hebben in de periode dat deze club in het profvoetbal actief was (2005-2007). De spelers zijn alfabetisch gerangschikt.

## B
- Campbell Banks
- Darren Bazeley
- Kris Bright
- Jeremy Brockie
- Malik Buari
- Ronnie Bull
- Che Bunce

## C
- Zenon Caravella
- Adam Casey
- Jeremy Christie
- Ben Collett

## D
- Sean Devine
- Grégory Duruz

## E
- Frank van Eijs
- Neil Emblen

## F
- Steve Fitzsimmons
- Jeff Fleming

## G
- Gao Leilei
- Scot Gemmill
- Dean Gordon

## H
- Danny Hay
- Noah Hickey

## I
- Naoki Imaya

## J
- Sam Jasper
- Richard Johnson

## K
- Sime Kovacevic

## L
- Li Yan

## M
- Joshua Maguire
- Alen Marcina
- Danny Milosevic
- Hamza Mohammed
- Fernando de Moraes
- Glen Moss

## O
- Steven O'Dor

## P
- Franco Parisi
- Mark Paston

## R
- Jonti Richter
- Dani Rodrigues
- Josh Rose

## S
- Jonas Salley

## T
- John Tambouras
- Cole Tinkler
- Michael Turnbull

## W
- Dustin Wells
- Michael White

## Y
- Simon Yeo

## Z
- Zhang Xiaobin